# Septosporium atrum
Septosporium atrum är en svampart som beskrevs av Corda 1831. Septosporium atrum ingår i släktet Septosporium, divisionen sporsäcksvampar och riket svampar.   Inga underarter finns listade i Catalogue of Life.